# 中國佛教會

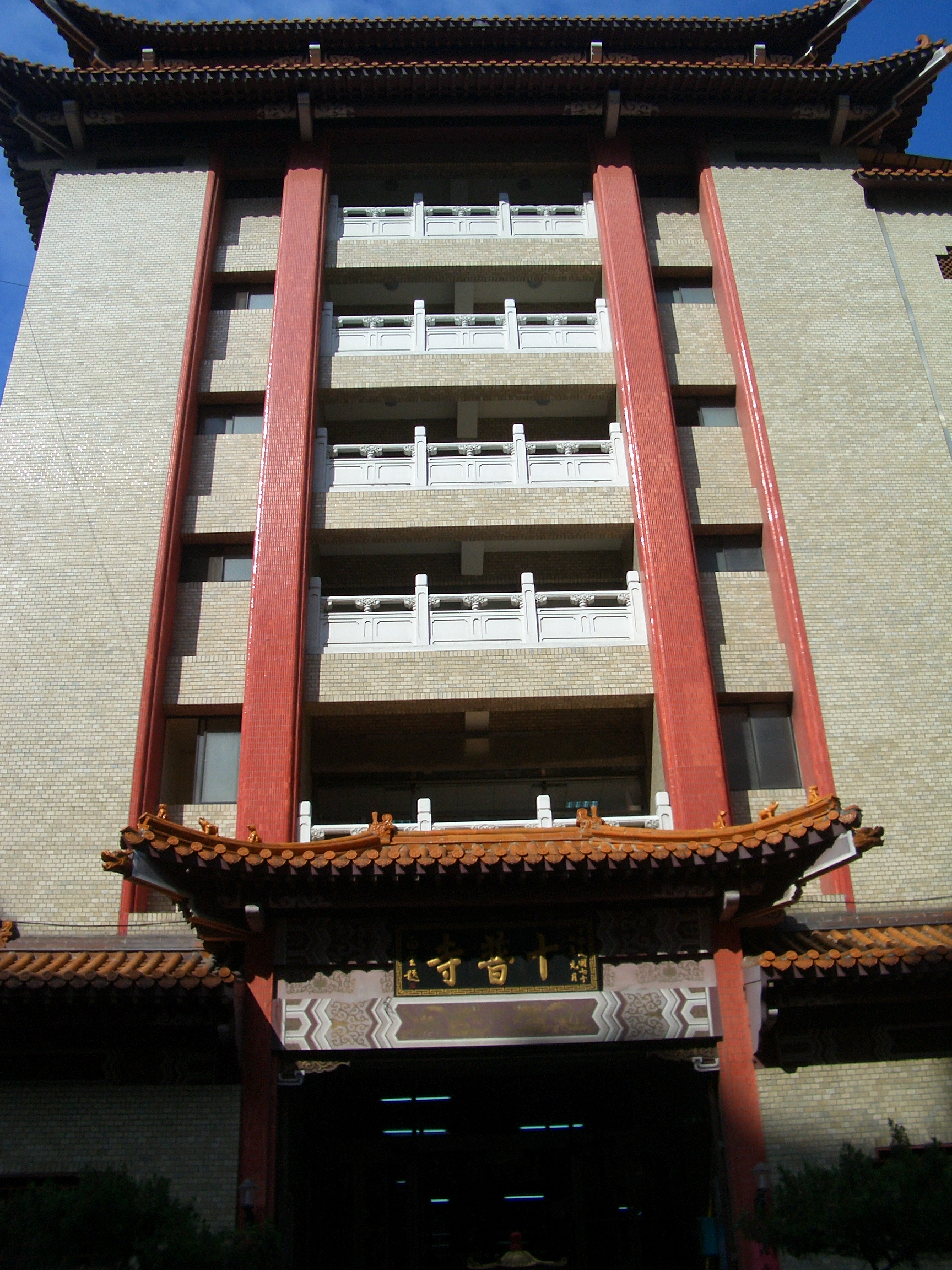
台北的十普寺，原中國佛教會台灣辦事處

中國佛教會（英語：Buddhist Association of the Republic of China，簡稱中佛會）是於1911年成立於中華民國北京的佛教宗教組織，原名「中華佛教總會」，1928年改名為「中國佛教協會」，1929年再度易名為現名。

## 歷史沿革
1949年總部隨中華民國政府遷往臺灣後復會，其下設有委員會，於各省直轄市、縣市有地方分支的佛教會。在政府支持下，中國佛教會進行全台僧侶、寺院、信徒的登記，將各鄉村寺院、僧侶、居士納入其各縣市支會管轄。
1953年起，每年選擇一座佛寺主辦的三壇大戒的傳戒活動，改變日本佛教「肉食妻帶」的遺風。只有經由中佛會的受戒儀式，才能成為合法的僧侶、才能居住或住持寺院。
中國佛教會在戒嚴體制下是台灣佛教的最高組織，配合政府政令宣傳佛法，透過《監督寺廟條例》迫使台灣佛教納入其管轄，壓制齋教、一貫道等宗教團體。1950年代部分僧團推動「神佛分離」，排斥融合佛、道的民間信仰。
解嚴後，中國佛教會不再擁有壟斷和控管的權力，與其平行的佛教團體紛紛成立，依靠服務會員得到其支持，如「中華佛寺協會」、「中華佛教比丘尼協進會」、「國際佛光會中華總會」、「中華人間佛教聯合總會」等，又藏傳佛教有自己的聯合團體，如「台灣國際藏傳法脈總會」等。其他類型的聯合團體還有「中華佛教青年會」、「中華佛教居士會」等。
近年以來，隨著法鼓山、中台山、佛光山、慈濟等大教團的興起，中國佛教會在台灣的影響減弱不少。

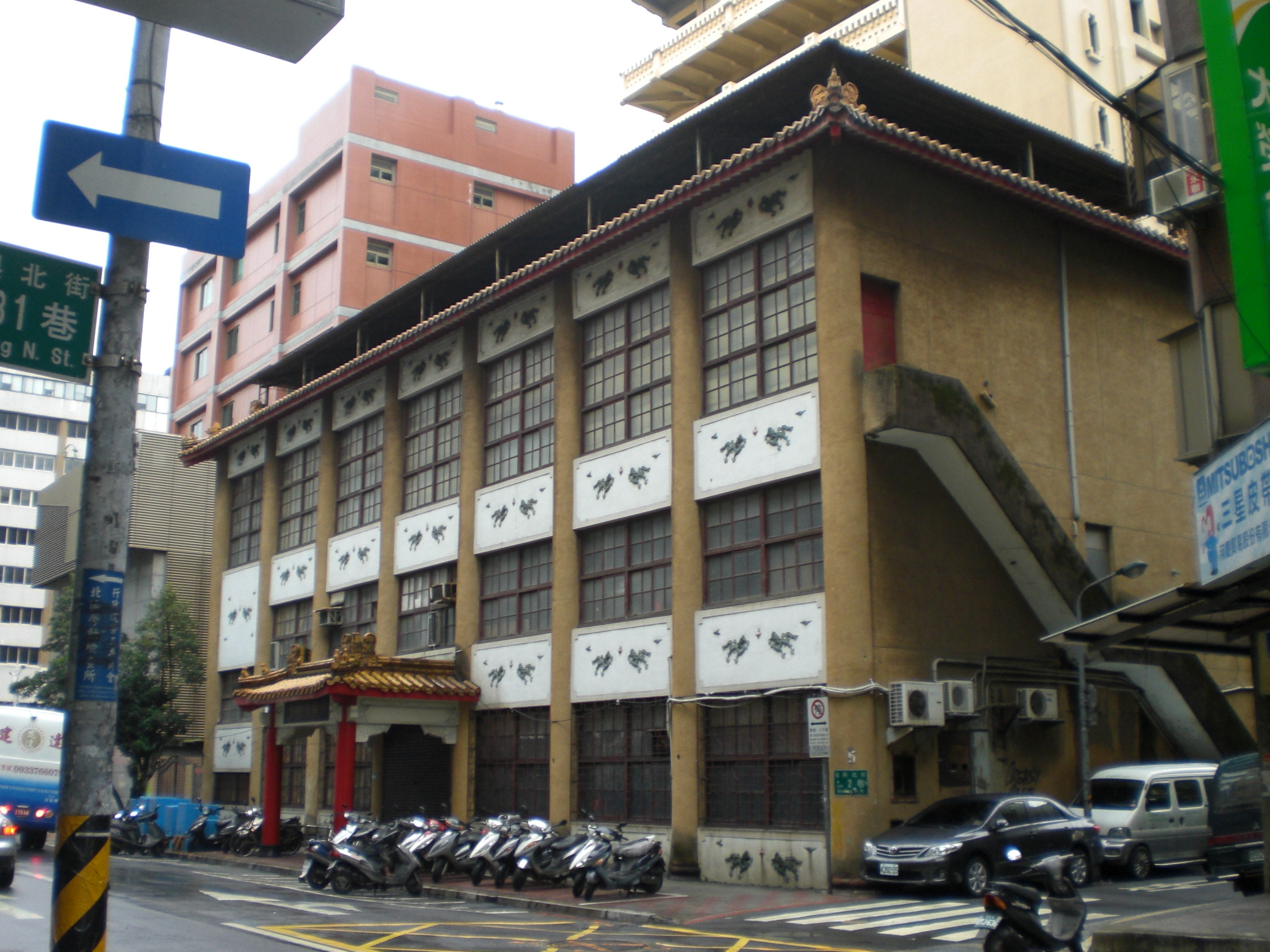
中國佛教會總會現址

## 歷代領袖
- 1912年，總會長释敬安（八指頭陀）
- 1928年，釋太虚為理事長
- 1929年－1938年，釋圓瑛為理事長
- 1938年－1947年，釋太虛、章嘉呼圖克圖、李子寬任常務委員
- 1947年－1949年（第一屆），章嘉呼圖克圖任理事長，釋南亭任秘書長
- 1949年－1953年，中國佛教會遷往臺灣，籌備恢復
- 1952年－1956年（第二屆），章嘉呼圖克圖任理事長
- 1957年－1960年（第三屆），釋白聖、釋道源、釋心悟、釋道安、釋南亭、甘珠爾瓦呼圖克圖、羅桑益西（吳光耀）、姜紹謨、張大謀、毛凌雲、吳仲行為常務理事
- 1960年－1963年（第四屆），释白聖任理事長，王平任秘書長
- 1963年－1967年（第五屆），释道源任理事長，吳仲行任秘書長，馮永禎任副秘書長
- 1967年－1974年（第六屆、第七屆），释白聖任理事長，馮永禎任秘書長
- 1975年－1978年（第八屆），释白聖、释道安、释悟一、释悟明、释隆道、释星雲、董正之、周邦道、翁茄苳等九人為常務理事
- 1978年－1986年（第九屆、第十屆），释白聖任理事長，釋了中任秘書長
- 1986年－1993年（第十一屆、第十二屆），释悟明任理事長，釋了中任秘書長
- 1993年－2001年（第十三屆、第十四屆），释淨心任理事長，釋道光任秘書長
- 2001年－2010年（第十五屆、第十六屆），釋淨良任理事長，釋會光、釋圓宗任副理事長，釋常泰任秘書長，子英任副秘書長
- 2010年－2018年（第十七屆、第十八屆），釋圓宗任理事長，釋心茂、釋明光任副理事長，釋修懿任秘書長
- 2018年（第十九屆、第二十屆）至今，釋淨耀任理事長，釋心茂、釋見引任副理事長，釋修懿任秘書長，釋會常、釋開善任副秘書長[註 1]

## 外部連結
- 中國佛教會
- 國立中正大學歷史學系顏尚文教授：中國佛教會檔案資料研讀計畫[永久]，2009年2月15日。